# Erik II van Saksen-Lauenburg
Erik II van Saksen-Lauenburg (circa 1318/1320 - 1368) was van 1338 tot aan zijn dood hertog van Saksen-Ratzeburg-Lauenburg. Hij behoorde tot het huis Ascaniërs.

## Levensloop
Erik II was de zoon van hertog Erik I van Saksen-Lauenburg en Elisabeth van Pommeren, dochter van hertog Bogislaw IV van Pommeren.
Na de troonsafstand van zijn vader in 1338 werd hij hertog van Saksen-Ratzeburg-Lauenburg. Zijn neef, hertog Albrecht IV van Saksen-Bergedorf-Mölln, viel in de winter van 1343 en 1344 Saksen-Ratzeburg-Lauenburg binnen om zogenaamd de landvrede te bewaren. Erik had namelijk de reputatie om straatrovers te beschermen in zijn landerijen en overvallen op reizende handelaars in zijn landerijen te organiseren. Albrecht IV, die een slechte financiële situatie had, had echter precies dezelfde reputatie, waardoor dit eigenlijk ook een succesvolle rooftocht was. 
In 1360 bood hertog Albrecht V van Saksen-Bergedorf-Mölln, zoon van Albrecht IV, Erik de stad en het kasteel Bergedorf aan als pand voor een krediet, nadat die in 1359 reeds de stad Mölln aan de stad Lübeck verpand. Erik III maakte gebruik van deze gelegenheid om zijn landerijen uit te breiden en ging op het aanbod van Albrecht V in. Om uit deze aanwinst meer geld te halen, stelde Erik II een eigen beheerder aan voor het kasteel van Bergedorf. 
In het conflict om de weg- en tolrechten op de Elbe kwam het in 1362 tot een overval van hertog Willem II van Brunswijk-Lüneburg op de burcht Riepenburg, waar Erik op dat moment resideerde. Terwijl Erik via de toegang kon wegvluchten, werd de burcht Riepenburg gesloopt en werd het Vierlandegebied verwoest. Ook bezette Willem de veerboot van Eyslinger met bijhorend tolstation, dat de burcht Riepenburg beschermde. Om de herovering te kunnen verzekeren, liet Erik een nieuwe burcht verder stroomafwaarts aan Gammerort oprichten. Ook deze burcht kon Erik niet in handen houden, waarna ze werd gesloopt. Nadat Erik de gebieden die Willem veroverd had alsnog kon heroveren, liet hij de burcht Riepenburg heropbouwen. 
In 1368 stierf Erik II, waarna zijn zoon Erik IV hem opvolgde als hertog van Saksen-Ratzeburg-Lauenburg.

## Huwelijk en nakomelingen
In 1342 of 1343 huwde Erik met Agnes (overleden in 1386 of 1387), dochter van hertog Johan III van Holstein-Kiel. Ze kregen volgende kinderen:
- Agnes (1353-1387), huwde in 1363 met hertog Willem II van Brunswijk-Lüneburg
- Erik IV (1354-1411), hertog van Saksen-Ratzeburg-Lauenburg
- Jutta (1360-1388), huwde met hertog Bogislaw VI van Pommeren
- Mechtildis (overleden na 1405), abdis in de Abdij van Wienhausen